# فرانسيس كابوت لويل
فرانسيس كابوت لويل (بالإنجليزية: Francis Cabot Lowell (judge))‏ (و. 1855 – 1911 م) هو محامي، وقاضي، وسياسي من الولايات المتحدة الأمريكية . تولى منصب عضو مجلس النواب ماساتشوستس .
توفي في بوسطن .

## التعليم
تعلم في كلية هارفارد للحقوق.